# ویرپی همن-آنتیلا
ویرپی همن-آنتیلا (انگلیسی: Virpi Hämeen-Anttila؛ زادهٔ ۱۵ اکتبر ۱۹۵۸) مؤلف (پدیدآور)، نویسنده، پژوهشگر، تصویرگر، و مترجم اهل فنلاند است.
وی همچنین برندهٔ جوایزی همچون جایزه اینو لینو شده‌است.